# Röda Kvarn, Borås
Biograf Röda Kvarn på Västerbrogatan 13 i Borås är en kommunal kulturbiograf och med sina 252 platser stadens största biosalong. Det är den enda bevarade av stadens tidigaste biografer och räknas som en av Sveriges äldsta och bäst bevarade, renoverad under 2004–2005 för att så långt som möjligt återställas till ursprunglig form. På biografen visas främst nyproducerad nationell och internationell kvalitetsfilm men även matinéfilmer för barn, finska filmer, Live på bio, klassiker, Throwback Thursday och Skolbio.  
Röda kvarn ligger vid Knalletorget nära Borås centralstation. Biografen invigdes den 21 oktober 1914. Sedan 1991 bedrivs filmverksamhet i den kommunala Kulturförvaltningens regi. Biografen är också statligt skyddad som byggnadsminne sedan 1998.

## Historik
Under 1910-talet expanderade byggandet av biografsalonger i Sverige. Biografen som byggnadsverk blev raskt en prestigefylld uppgift. I Borås var Röda Kvarn stadens tredje "bildteater". Den ritades i en eklektiskt inspirerad stil av arkitekt Lars Kellman. Den är något större än biografen Svea i Sundsvall från 1912 men har i likhet med denna kortsidan mot gatan och en monumental fasad. Ljudfilm visades första gången i Borås år 1929 på just denna biograf. Biografen drevs ursprungligen av biografkedjan Röda Kvarn och från 1922 av Svensk Filmindustri fram till 1982. En större ombyggnad företogs 1956 då orkesterdiket togs bort, Cinemascope installerades och nya stolar sattes in i salongen. 
Under 1983–1985 byggdes biografen om av kommunen för olika sorters scenframträdanden. Nästan halva salongen avskildes med en nybyggd vägg tvärs över salongen samt en stor scen. Salongen gav därefter utrymme för 150 sittplatser och Röda Kvarns funktion som teater och revyscen var under en följd av år prioriterad. 
I oktober 1991 kunde Borås Bio flytta sin filmverksamhet från Lilla Scenen i Kulturhuset till den då före detta biografen Röda Kvarn. År 1993 inleddes visningar för skolelever, det vill säga Skolbio.
År 1998 blev Röda Kvarn förklarat som byggnadsminne och är sedan dess enbart avsedd att användas som biograf, i enlighet med dess historiska funktion.
Åren 2004 och 2005 genomfördes ett omfattande renoverings- och restaureringsarbete av foajé och salong för att återställa dessa till ett mer ursprungligt skick.

## Byggnadsminne
Den 6 april 1998 förklarades Röda Kvarn för byggnadsminne av Riksantikvarieämbetet. Biografens kulturhistoriska värde skyddas enligt 3 kap. kulturmiljölagen.

### Exteriör
Biografsalongen är uppförd i en våning med en huggen röd granitsockel. Stommen utgörs av murtegel. Fasaden är av vit puts med rusticerande hörnkedjor och en enkel jugenddekor i form av sammanhållna inristade avlånga streck formade som en trekant med basen upp. Byggnaden har ett sadeltak täckt med bruna betongpannor. Entrédelen är uppförd i två våningar och har en framträdande trappgavel över entrén mot norr och en mot Viskan i öster. Trappgavlarna är medeltidsinspirerade i sin utformning. I gavelpartiet mot Viskan finns en infälld ljusreklam i form av en meterhög väderkvarn i kopparplåt och rött glas. På kvällarna när det visas film på biografen tänds lamporna inne i kvarnen och meningen är att vingarna ska snurra runt men det är en teknisk finess som ännu inte åtgärdats (2012). Portiken har en klassicistisk utformning med två kraftiga, räfflade, doriska kolonner som bär upp bjälklaget vid den indragna entrén. Tre glasade dörrar leder in till foajén.

### Interiör
Foajén återfick ett mer ursprungligt utseende i samband med en restaurering 2004. Golvet är belagt med kalkstensplattor och väggarna har en bröstpanel med ådringsmålad ekpanel indelad i speglar.  I västra hörnet finns en trappa som leder upp till hall, maskinrum, vaktmästarrum, loger och övriga förvaringsutrymmen. Flera av dessa rum har originalmålningar samt äldre inredningsdetaljer bevarade. Salongen har ett dekorationsmåleri från 1920-talet vilket återskapades i samband med restaureringen. Måleriet utgörs av röda väggfält med blomsterdekorationer, vilka inramas av marmoreringar i blå-grön färgskala. Ovan väggfälten löper en fris med slingor och rosetter i stuck, vilka är färgsatta i bland annat ockragult och rostrött. Taket är gulmålat med dekorationsmålade fält. I vardera fältet sitter en kristallkrona. Biografstolarnas antal var ursprungligen 500. Idag uppgår de till cirka hälften, 252 stycken, och är av röd sammet. Stumfilmstidens piano står längst ner i vänster gång.

### Bilder

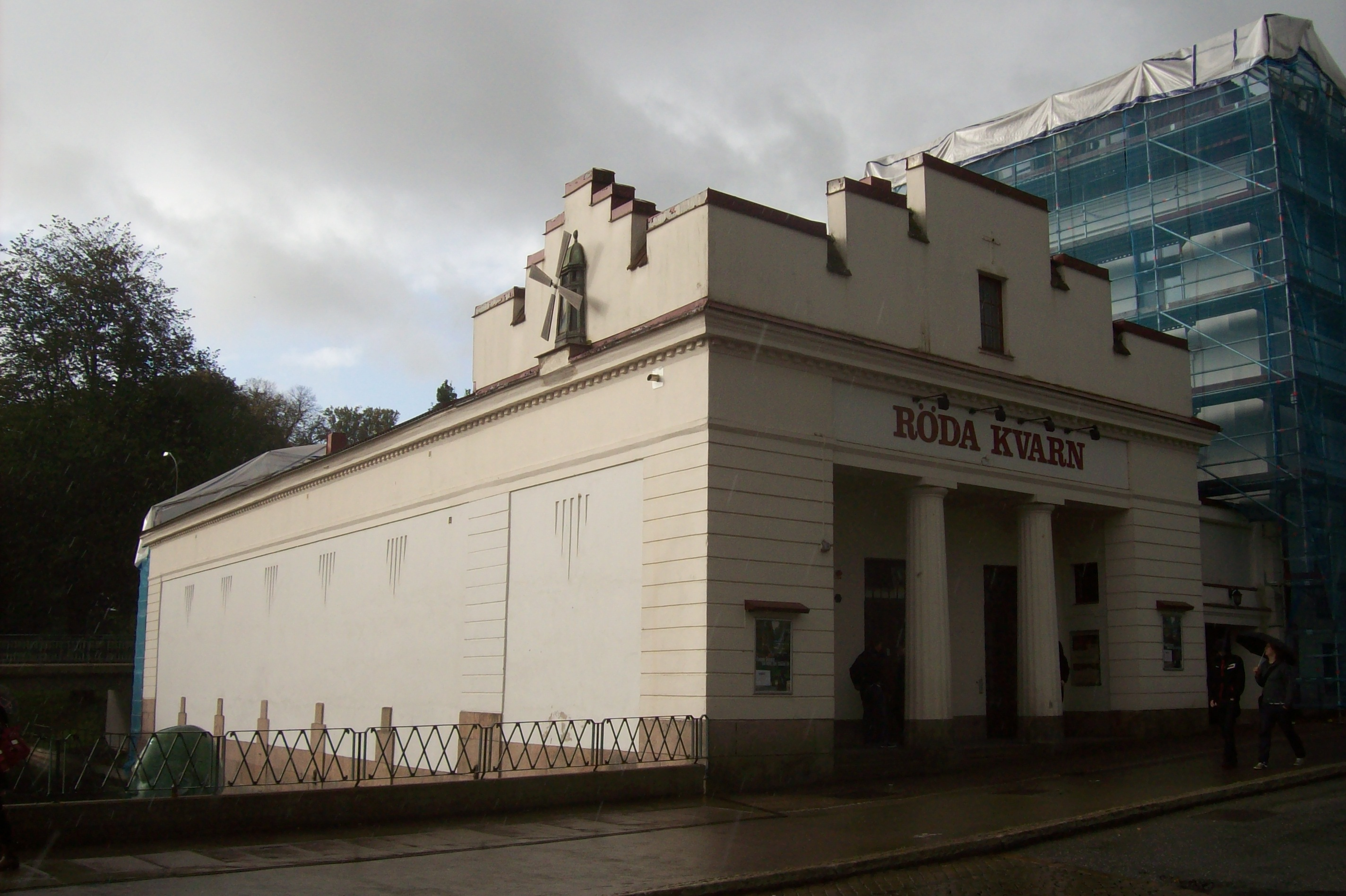
Långsida längs Viskan.
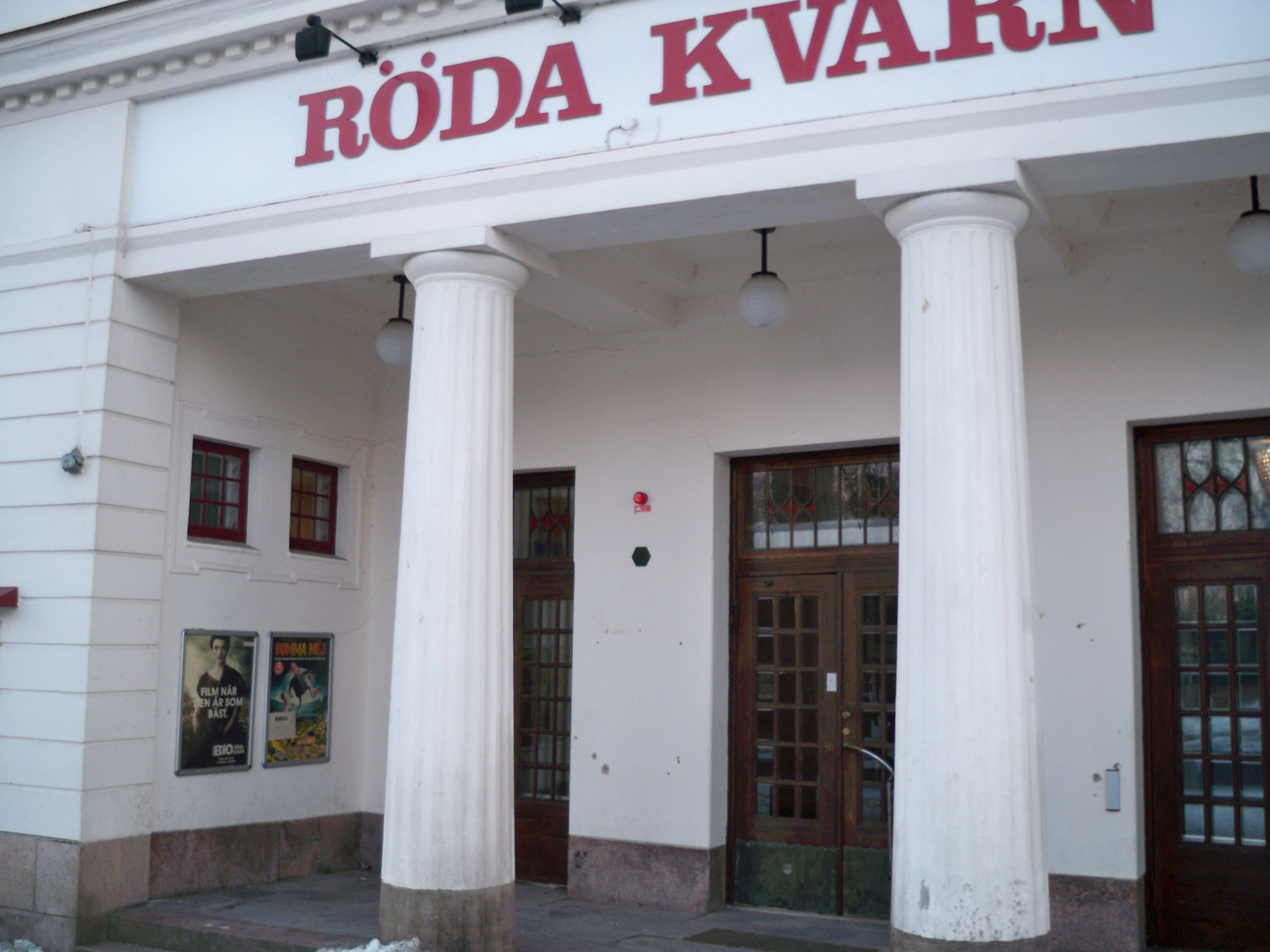
Filmpalatsets doriska pelare.
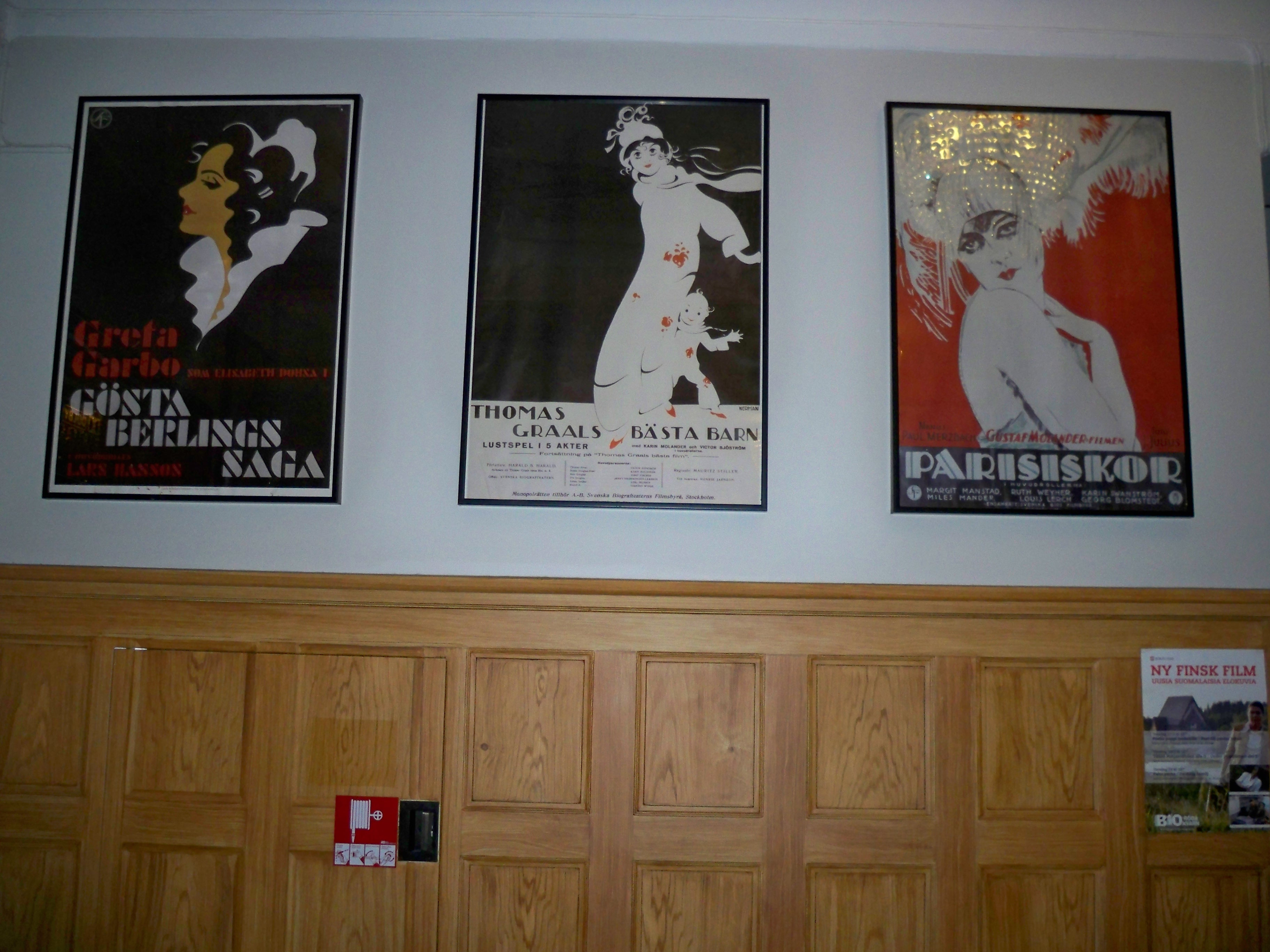
Affischer i foajén.
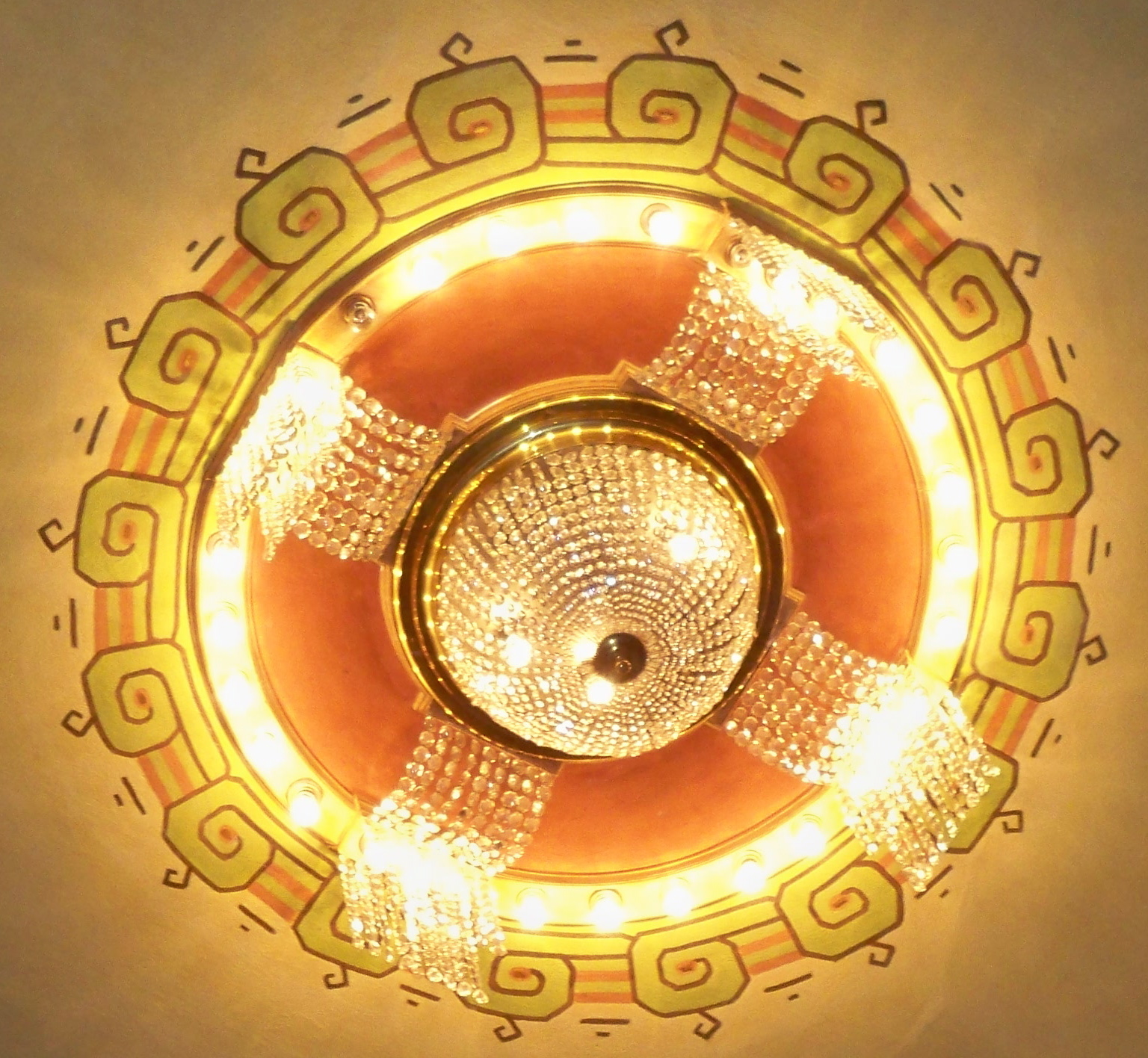
En av salongens kristallkronor.
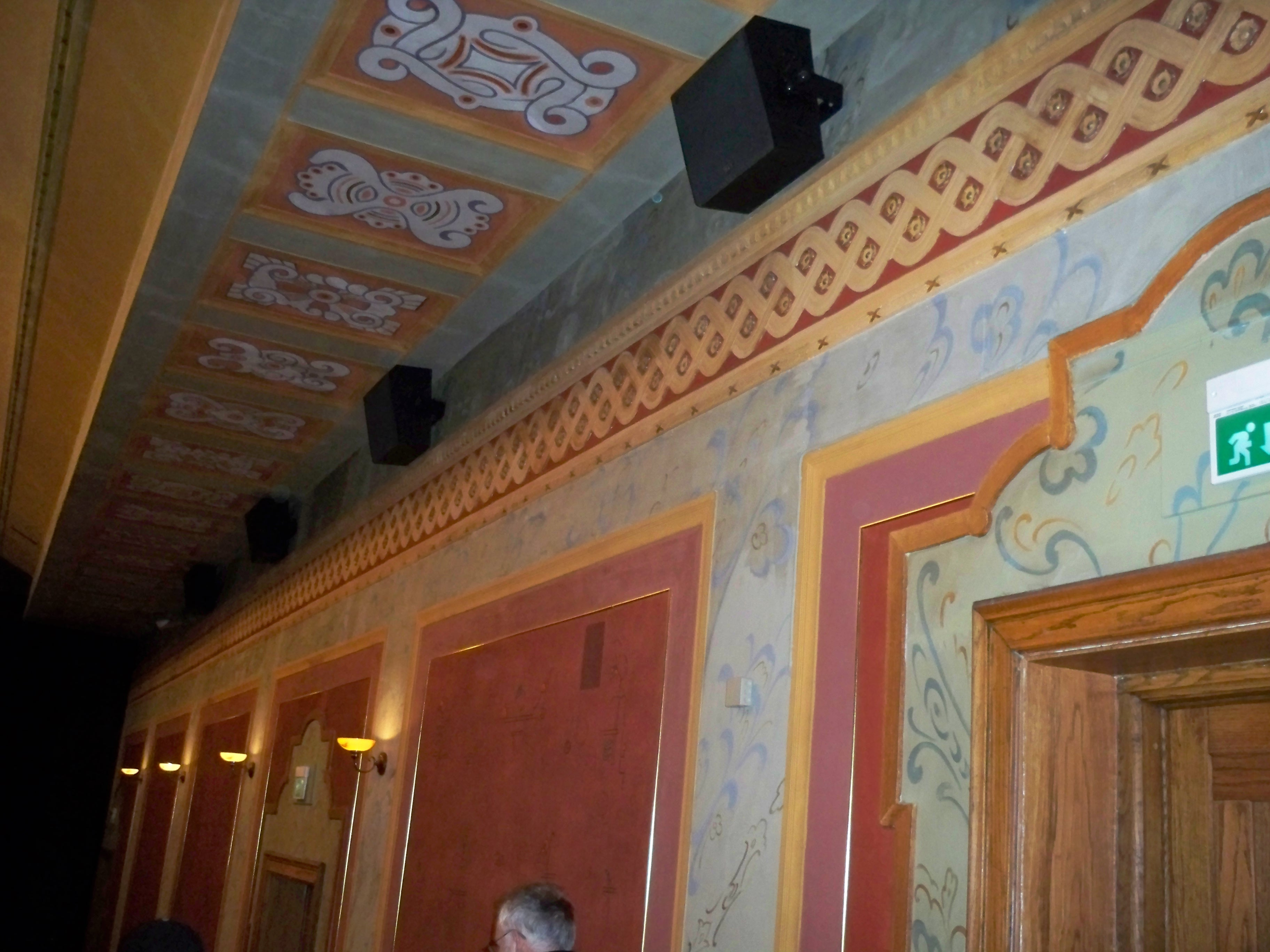
Ornamenteringar.
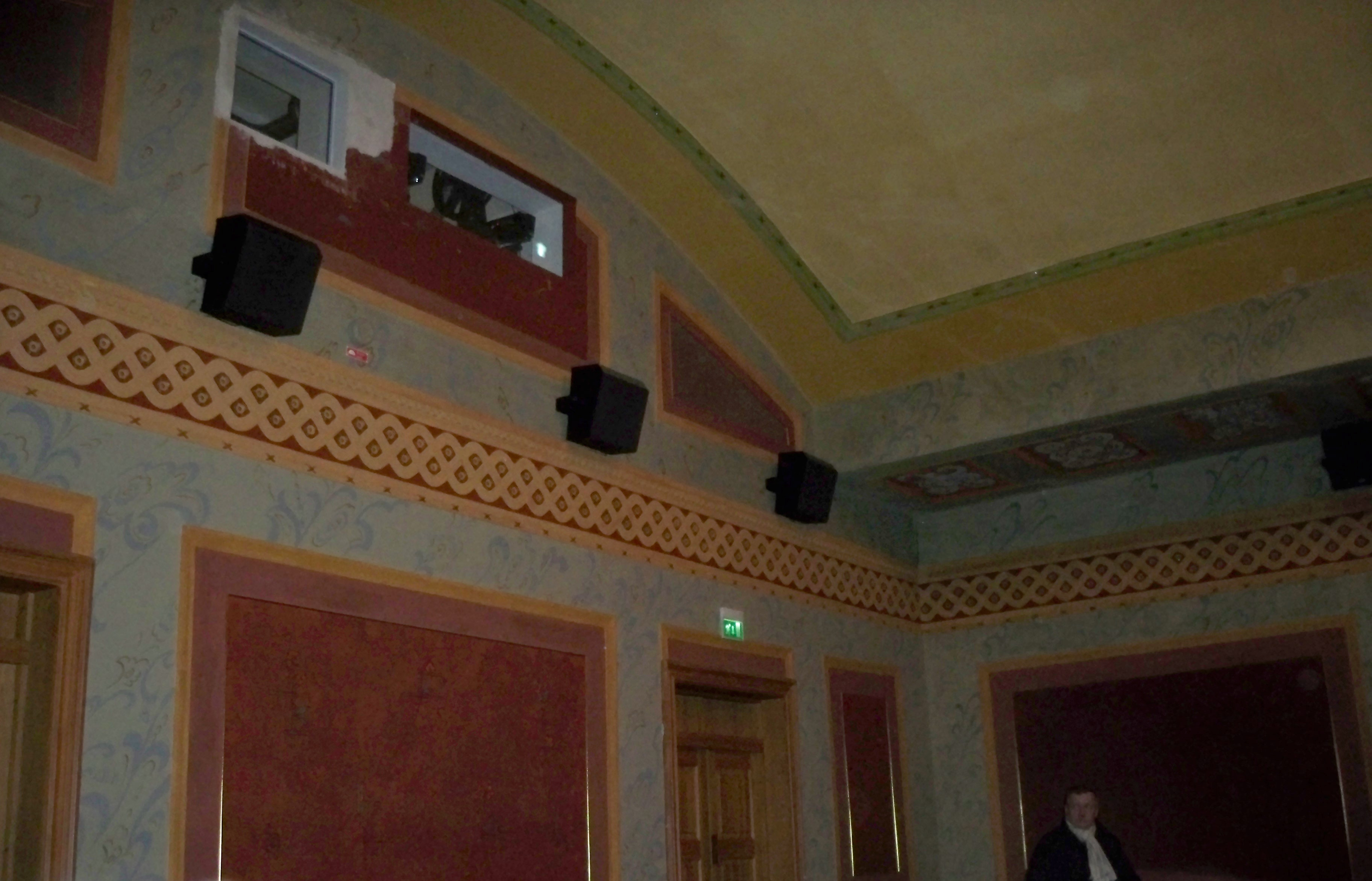
Maskinrummets gluggar.
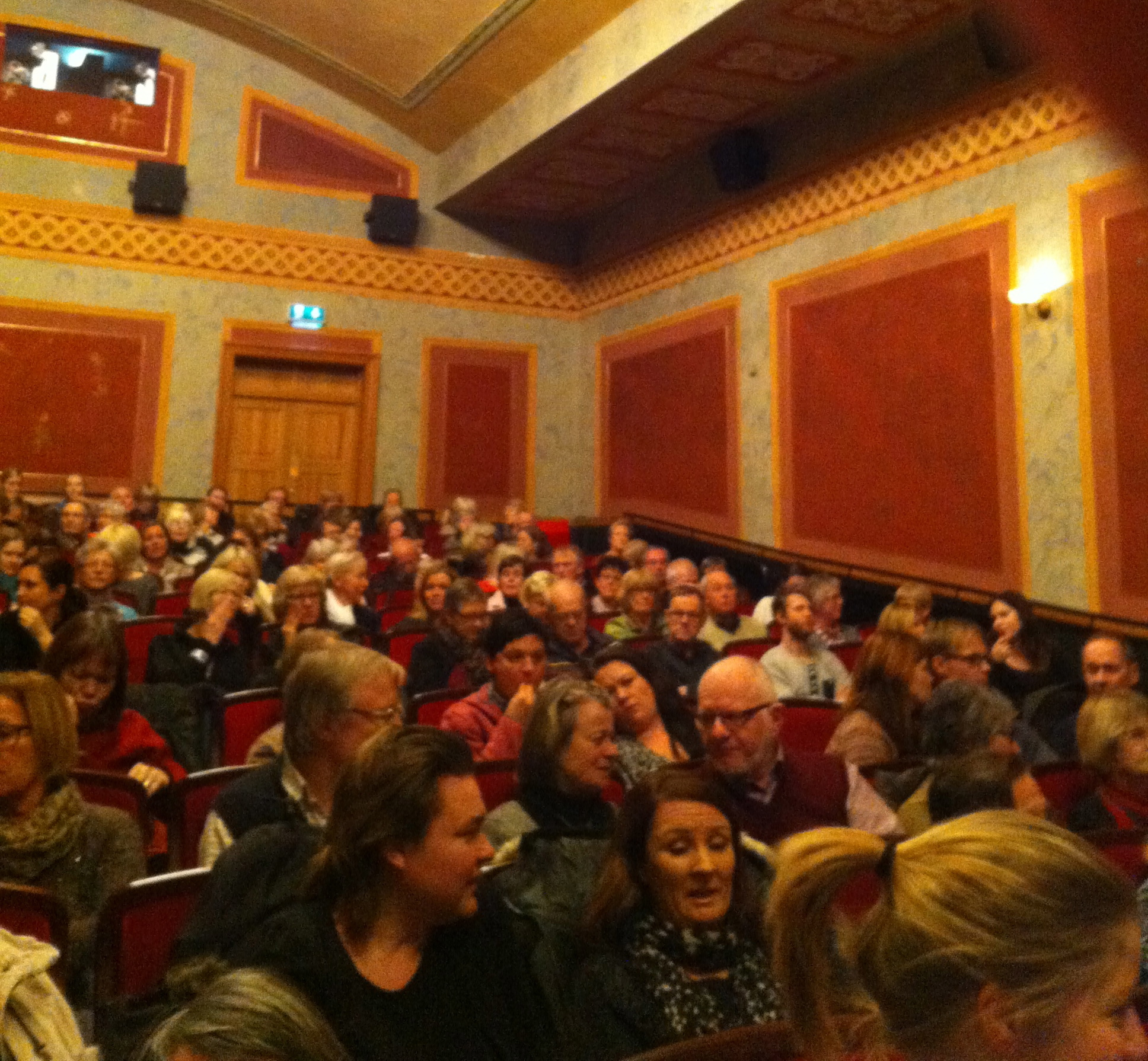
En januarikväll 2014.
Stora Brogatan med Röda Kvarn 1941.

## Borås Bio Röda Kvarn
Röda Kvarn i Borås är idag en så kallad "art house"-biograf, även kallat kultur- eller komplementsbiograf. Den har stadens största biosalong med 252 platser + fyra platser för rullstolar. Salongen är även utrustad med hörslinga och handikapptoalett. Borås Bio Röda Kvarn är en kommunal biograf som drivs av Kulturförvaltningen i Borås. Dagens Röda Kvarn visar företrädesvis nyproducerad kvalitetsfilm från hela världen. Ambitionen är att erbjuda ett så brett och intressant utbud som möjligt med hänsyn till olika variabler som teman, länder, språk, genrer, konstnärliga uttryck och publikönskemål. Programmet presenteras i ett antal olika utbud under vår och höst och består av Ordinarie filmprogram för vuxna och unga vuxna, Barnmatineer på helger samt Skolbio för elever och pedagoger, som är en av landets mest välbesökta (se statistik från Svenska Filminstitutet). I samarbete med Finlandsinstitutet visas även Ny finsk film tre gånger under vår och höst. I samarbete med Folkets Hus & Parker/Dalsjöforsparken visas ett antal "Live på bio"-föreställningar med direktsänd eller inspelad scenkonst som opera, balett, teater med mera. Röda Kvarn har även skapat "Throwback Thursday" som är ett visningskoncept med kult- och klassikerfilmer och äger rum tre–fyra gånger under vår och höst. Extraarrangemang tillkommer som minifilmfestivaler och olika samarbeten, till exempel med Göteborg International Film Festival. Programmet sätts av Mats T Olsson, enhetschef för Röda Kvarn. Tidigare sattes programmet av Ami Lööf, som gick i pension våren 2012, och under åren 2005–2011 av en filmgrupp bestående av Ami, Mats och Christian Haglund.

### Tider
- Aktuella filmer (ordinarie) visas söndagar kl 16 & 19 samt måndagar och tisdagar kl 19.
- Barnmatineer visas lördagar och söndagar kl 13:30, under ett antal veckor varje vår och höst.
- Ny finsk film visas tre utvalda torsdagar varje säsong kl 18:30
- Throwback Thursday, Röda Kvarns eget kultklassiker-koncept, visas under 3-4 utvalda torsdagar varje säsong på varierande tider
- Live på bio-föreställningar visas tre–fyra tillfällen per säsong på varierande tider
- Skolbio. Kulturförvaltningen driver i samverkan med kommunens för-, grund- och gymnasieskolor skolbioverksamhet. Målet är att alla elever ska få tillfälle att se kvalitetsfilm på en riktig biograf under skoltid. Filmerna visas vanligtvis måndag – onsdag 9.30 och 12.00 samt torsdagar kl 9.30.

## Digitalisering
Ytterligare en underhållningsform som vuxit stort de senaste åren är direktsända evenemang från andra ställen i Sverige eller världen, till exempel teaterföreställningar från Dramaten eller operaföreställningar från Metropolitan. Kommunfullmäktige beslutade under 2010 att digitalisera Röda Kvarn, så att denna typ av visningar blir möjliga. Främsta syftet var dock att framtidssäkra biografen. Idag sker i princip all filmdistribution på digital väg, samtidigt som utbudet på analog 35mm-film är i det närmaste obefintlig, men de båda analoga projektorerna finns kvar i maskinrummet. Digital bio är också en teknik som går att använda för föreläsningar, konferenser och tv-spelsturneringar. Den första digitala visningen genomfördes i augusti 2011.
Den digitala utrustningen följer den 2K-standard som krävs för att visa amerikansk/Hollywood-film och har även möjlighet att köra 3D-film. 

## Fallet "Jerry"

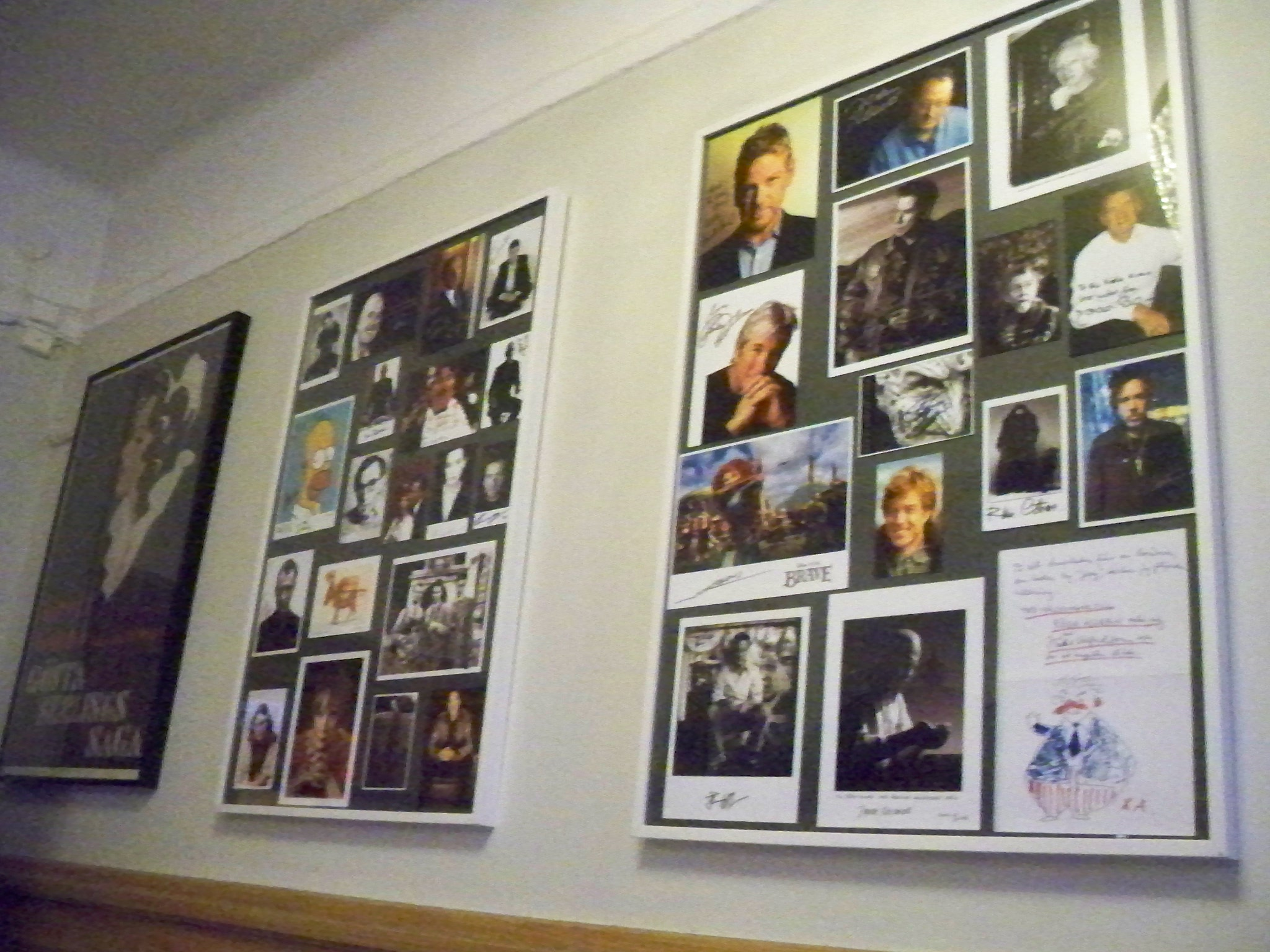
Inramade i vestibulen finns hälsningar från bland andra John Cleese, Robert Redford och Richard Gere. Längst ner till höger finns även en hälsning från Hans Alfredson.

Strax innan sommaren 2012 mottog Röda Kvarn, till personalens förvirring, en signerad bild av skådespelaren Henrik Hjelt. Bifogat fanns ett brev från en "Jerry", som hade bett Hjelt att skicka bilden. Under följande höst eskalerade detta rätt så rejält, och biografen har fått bilder, vykort och brev från världseliten inom film (bland andra Dustin Hoffman, Woody Allen, Kenneth Branagh m.fl.). Ingen har fram till nu riktigt förstått varför dessa bilder har dykt upp, eller vem "Jerry" är. Men bilderna har i en strid ström fortsatt att komma.
Efterhand som spekulationerna om vem Jerry är har fortsatt, så har en karaktär som kallat sig Jerry Conundrum, i övrigt utan bild, figurerat i diverse intervjuer, bland annat i tidningen Vi. Där har han förklarat att det har handlat om att försöka tacka biografen och dess anställda för vad deras verksamheter har betytt för Borås.